# Alfreð Gíslason

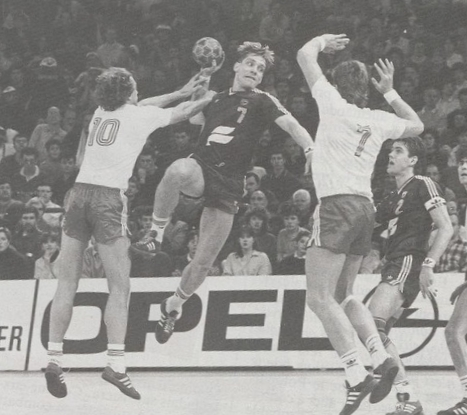
Gíslason avec l'Islande au du Championnat du monde B 1989.

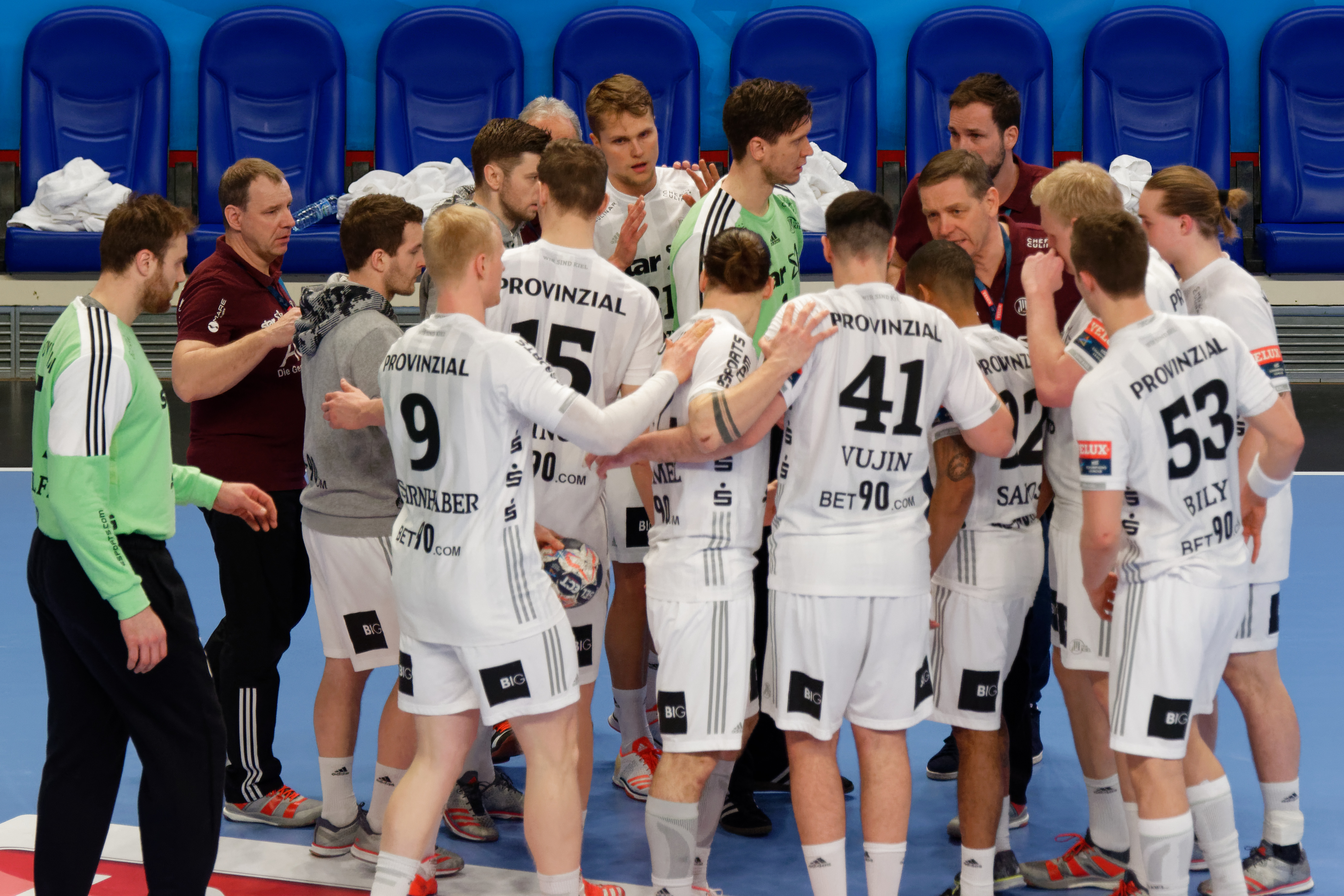
Gíslason lors d'un temps-mort avec le THW Kiel.

Alfreð Gíslason, né le 7 septembre 1959 à Akureyri, est un joueur international puis entraîneur islandais de handball. Il a notamment été l'entraineur des clubs allemands du SC Magdebourg puis du THW Kiel avec lesquels il a remporté trois Ligues des champions et sept Championnats d'Allemagne.

## Palmarès de joueur

### En clubs
compétitions internationales
- Finaliste de la Coupe d'Europe des clubs champions : 1988 (avec TUSEM Essen)

compétitions nationales
- Vainqueur du Championnat d'Allemagne (2) : 1986, 1987 (avec TUSEM Essen)
- Vainqueur de la Coupe d'Allemagne (1) : 1988 (avec TUSEM Essen)
- Vainqueur de la Coupe d'Espagne (1) : 1991 (avec CD Bidasoa Irun)

### En équipe nationale
- 6e place aux Jeux olympiques de 1984
- 8e place aux Jeux olympiques de 1988
- Vainqueur du Championnat du monde B 1989
- 10e place au Championnat du monde 1990[2]

### Récompenses individuelles
- Sportif islandais de l'année (en) en 1989

## Palmarès d'entraîneur

### En clubs
Compétitions internationales
- Ligue des champions (3) : 2002 (avec SC Magdebourg), 2010, 2012 (avec THW Kiel)
- Coupe de l'EHF (1) : 2001 (avec SC Magdebourg)
- Supercoupe d'Europe (2) : 2001, 2002 (avec SC Magdebourg)

Compétitions nationales
- Championnat d'Islande (1) : 1997
- Coupe d'Islande (2) : 1995, 1996
- Championnat d'Allemagne (7) : 2001 (avec SC Magdebourg), 2009, 2010, 2012, 2013, 2014, 2015 (avec THW Kiel)
- Coupe d'Allemagne (6) : 2009, 2011, 2012, 2013, 2017, 2019 (avec THW Kiel)
- Supercoupe d'Allemagne (6) : 2001, 2008, 2011. 2012, 2014 et 2015.

### Récompenses individuelles
- Entraîneur de l'année en Allemagne (5) : 2001, 2009, 2011, 2012 et 2013
- Entraîneur islandais de l'année 2012